# Рижская автобусная фабрика
Ри́жская авто́бусная фа́брика, РАФ (латыш. Rīgas Autobusu Fabrika, RAF) — бывший завод в Латвии по производству микроавтобусов, один из двух подобных заводов СССР наряду с Ульяновским автомобильным заводом.

## История

### Создание завода
В 1949 году на базе «Рижского авторемонтного завода № 2» (РАРЗ № 2), который располагался в бывших мастерских Деицманиса и Потреки на улице Тербатас, был создан «Рижский завод автобусных кузовов» (РЗАК). Задачей завода было производство средних автобусов.
В 1951 году РЗАК был объединён с «Рижской экспериментальной автомобильной фабрикой».

### Первые рижские автобусы
В 1953 году завод выпустил первые 25 автобусов РАФ-651. Капотный РАФ-651 был копией горьковского автобуса ГЗА-651 на грузовом шасси ГАЗ-51, вмещал 25 пассажиров и имел 16 мест для сидения.
10 июня 1954 года приказом министерства автотранспорта завод был реорганизован в «Рижский опытный автобусный завод», но уже 30 сентября 1954 года снова переименован — и на этот раз получил окончательное имя: «Рижская автобусная фабрика» (латыш. Rīgas autobusu fabrika).
В 1955 году был налажен выпуск автобусов собственной разработки. Новый автобус РАФ-251 также базировался на шасси ГАЗ-51, но уже имел вагонную компоновку.
Городской автобус РАФ-251 имел в салоне две двухстворчатые двери с пневматическим приводом, вмещал 28 пассажиров (21 сиденье). Кроме базового варианта, выпускались служебные автобусы РАФ-251С (в салоне 1 распашная дверь, 27 сидений) и грузопассажирский РАФ-251Т (сзади застеклённая двустворчатая дверь и грузовая площадка).
Автобусы РАФ-251 выпускались до 1958 года (всего изготовлено 1460 экземпляров), затем его сменил модернизированный вариант, получивший собственный индекс — РАФ-976.

### Микроавтобусы
В 1957 году сотрудники РАФ познакомились с микроавтобусами Фольксваген и решили организовать производство микроавтобусов в Риге. Главный инженер Лаймонис Клеге (латыш. Laimonis Klege), конструкторы Я. Оситис (латыш. J. Osītis), Г. Силс (латыш. G. Sils) и ещё 4 энтузиаста в инициативном порядке создали первый микроавтобус РАФ-10.
В честь VI Всемирного фестиваля молодёжи и студентов в Москве, РАФ-10 получил имя «Фестиваль» (латыш. «Festivāls»). РАФ-10 был построен на платформе легкового автомобиля ГАЗ-М20 «Победа», имел вагонную компоновку, стальной несущий кузов и 10 посадочных мест (отсюда индекс модели).
Первоначальная конструкция кузова вызвала много нареканий и потому в 1958 году была изменена. Машина также получила двигатель от автомобиля ГАЗ-21 «Волга». 20 ноября 1958 года завод приступил к серийному выпуску микроавтобуса РАФ-10 «Фестиваль», до конца года было изготовлено 11 экземпляров.
В том же 1958 году был разработан микроавтобус РАФ-8 «Спридитис» (латыш. Sprīdītis, «Мальчик-с-пальчик») на шасси легкового автомобиля «Москвич-407». После доработок малыш планировался к запуску в серию в 1960 году под индексом РАФ-978, однако проект был свёрнут вскоре после выпуска небольшой промышленной партии, чтобы освободить производственные мощности для РАФ-977.

### РАФ-977 «Латвия»
Опыт, накопленный при разработке и доводке РАФ-10 и РАФ-08, реализовался в модели РАФ-977 «Латвия» (латыш. «Latvija»), построенной на шасси легкового автомобиля ГАЗ-21 «Волга». В 1958 году выпущены первые 10 экземпляров, с 1959 года развёрнуто полномасштабное серийное производство.
В 1960 году машины первого поколения были сменены модернизированными РАФ-977В.
С 1961 года производство микроавтобусов было перенесено на ул. Дунтес. Цехам на улице Тербатас был возвращён статус «Рижского авторемонтного завода № 2» (РАРЗ № 2) — при этом там продолжалось производство автобусов на шасси ГАЗ-51А.
На новой площадке был начат выпуск модели РАФ-977Д, получившей полностью новый и более технологичный в производстве кузов.
На базе РАФ-977Д была подготовлена серия развозных фургонов РАФ-977К, грузоподъёмностью 850 кг. Пробная партия была выпущена в 1962 году. Мощности РАФа не позволили развернуть их производство, и в 1966 году модель передали в Ереван (Армения), где был специально для этого построен новый завод ЕрАЗ.
В 1962 году сборка РАФ-977Д была налажена в Луганске на Луганском авторемонтном заводе под наименованием ЛАРЗ-977 «Луганск». Было выпущено несколько десятков машин.

### РАФ-2203 «Латвия»
В 1976 году в городе Елгава под Ригой был введён в строй новый завод, рассчитанный на производство 17 тысяч автомобилей в год. Здесь началось производство 11-местных микроавтобусов РАФ-2203 «Латвия» на агрегатах ГАЗ-24 «Волга».
12 января 1978 года рижская газета «Ригас Балсс» опубликовала отзыв болгарских альпинистов, использовавших микроавтобусы «Латвия» в 110-дневной экспедиции в Африку для восхождения на Килиманджаро, которые признали, что машины показали больше возможностей, чем ожидалось. «На этих машинах мы преодолели 12 605 километров трудного пути в Африку и обратно без существенных поломок. Подобным успехом не могут похвастаться даже всемирно известные фирмы, занимающиеся выпуском машин специально для таких маршрутов». Экспедиция достигла на «рафиках» отметки в 3540 метров над уровнем моря. Эта история стала одним из аргументов в пользу РАФ-2203 для Оргкомитета Олимпиады-80.
На базе этой модели выпускалось множество модификаций, а финская компания Tamro создала реанимационный автомобиль. В 1980-е годы на ВДНХ в Москве работали экскурсионные автопоезда на базе РАФ-2203.

### Попытка модернизации
К 1986 году снижение качества продукции РАФ вызвало в СССР общественный резонанс, повлёкший за собой отставку прежнего руководства завода.
В духе реформ Перестройки, в 1987 году назначению нового директора предшествовали его выборы коллективом завода из списка предложенных кандидатов. В выборах победил Виктор Боссерт. Боссерт занимал должность директора РАФ до 1990 года.
В конце 1980-х годов были проведены работы по модернизации морально устаревшей серии, при этом два опытных образца РАФ-22038-30 успешно прошли заводские испытания. Также были разработаны и построены в единственном экземпляре принципиально новые образцы РАФ-М1 «Роксана» и РАФ-М2 «Стилс», однако все они на конвейер так и не были поставлены.

### Постсоветский период
6 сентября 1991 года РАФ был реорганизован в акционерное общество.
На РАФе начинается выпуск малотоннажных коммерческих автомобилей. Первым стал двухместный бортовой грузовик РАФ-33111 грузоподъёмностью 1 тонна. На его базе выпускался широкий спектр моделей: развозных фургонов (в том числе с изотермическими кузовами), двухместных и пятиместных пикапов. Наиболее удачной моделью этого направления оказался бортовой грузовик с 5-местной двухрядной кабиной РАФ-3311, производство которого продолжалось до 1996 года. Хорошим спросом пользовалась заводская модификация микроавтобуса РАФ-22038-02 в качестве маршрутного такси. В 1995 году потребителям была предложена новая версия маршрутного такси: 12-местная, с высокой крышей модель РАФ-22039.
Одновременно завод готовил замену морально устаревшего РАФ-2203. С конца 1980-х годов при участии знаменитой в то время английской фирмы «Интернейшенл аутомотив дизайн» (англ. International Automotive Design, IAD) велась разработка новой модели РАФ-М1 «Роксана». 20 сентября 1991 года концепт был представлен IAD в Англии, а в 1992 году опытный экземпляр под именем «РАФ-1» появился на выставке «Автотехника» в Москве. Модель не была доведена до серии из-за отсутствия инвестора.
20 декабря 1993 года РАФ продемонстрировал новый микроавтобус РАФ-М2 «Стилс» (латыш. Stils, «Стиль»). Переднеприводной «Стилс» имел эффектный дизайн и прогрессивную конструкцию, однако завод также не сумел найти инвестора для его серийного производства.
После развёртывания в марте 1996 года на ГАЗе масштабного производства микроавтобусов семейства ГАЗ-3221 «ГАЗель», по многим параметрам превосходивших продукцию РАФ, экспорт латвийских микроавтобусов в Россию сошёл на нет.
Последней моделью РАФ, созданной по российскому заказу, стал автомобиль для перевозки покойных РАФ-2926 (изотермический фургон на базе РАФ-3311). Партия из 21 такой машины была приобретена московской службой скорой помощи.
Последним автомобилем, собранным на конвейере завода, стал автомобиль службы скорой помощи. Полусобранный автомобиль, снятый с остановленного конвейера, сохранился в неизменном виде до наших дней.
В 1997 году производство было остановлено. Владельцы заявили о банкротстве предприятия в 1998 году. В последующем многие производственные корпуса были разрушены, на их месте находятся арендуемые коммерческие площади.
В 2012 году латвийским гонщиком Андрисом Дамбисом на РАФе был открыт музей истории завода.